# Великий Врх-при-Літії
Великий Врх-при-Літії (словен. Veliki Vrh pri Litiji) — поселення в общині Літія, Осреднєсловенський регіон, Словенія. Висота над рівнем моря: 419,2 м.